# اس‌تی‌اس-۴۱
اس‌تی‌اس-۴۱ (انگلیسی: STS-41) یکی از ماموریت‌های برنامه شاتل‌های فضایی بود که در تاریخ ۶ اکتبر ۱۹۹۰ از پایگاه فضایی کندی به فضا پرتاب شد. این ماموریت ۴ روزه توسط شاتل دیسکاوری انجام گرفت و هدف اصلی آن ارسال کاوشگر فضایی اولیس جهت مطالعه خورشید و سپس سیاره مشتری بود.